# Mister Internacional 2011
Mister Internacional 2011 foi a 12ª edição do concurso de beleza masculino intitulado Mister Internacional, certame idealizado com o intuito de reunir homens capazes de ser influenciadores da sociedade em que vivem e ser formadores de opinião. O modelo vencedor disputou o título com outros trinta e dois candidatos de diversos outros países ao vivo pelo portal da organização Mister Singapure via livestream. A sexta edição foi realizada na cidade de Bancoque e teve como vitorioso o brasileiro César Curti. 

## Resultados

### Colocação
| Colocação               | País e Candidato |
| Vencedor                | - Brasil - César Curti |
| 2º. Lugar               | - República Checa - Martin Gardavský |
| 3º. Lugar               | - Indonésia - Steven Yoswara |
| 4º. Lugar               | - Vietnã - Lê Khôi Nguyên |
| 5º. Lugar               | - Suécia - Marco Djelević |
| (TOP 10) Semifinalistas | - Coreia do Sul - Oh Ji-Seong - Eslováquia - Jakub Lorencović - Eslovênia - Žan Cvet - México - Sérgio Meléndez - Venezuela - Jeefry Rommel                              |
| (TOP 16) Semifinalistas | - Colômbia - Eduardo Páez - Dinamarca - Mads Madsen - Filipinas - Fhrancis López - Nigéria - Kenneth Nwadike - Noruega - Nikolai Danielsen - Sri Lanka - Anuj Ranasinghe |

### Prêmios Especiais
- O concurso distribuiu os seguintes prêmios este ano: [2]

| Posição             | País e Candidato                 |
| Mister Simpatia     | - Portugal - Fábio Duarte        |
| Mister Fotogenia    | - Suécia - Marco Djelević        |
| Melhor Traje Típico | - Tailândia - Direk Sindamrongsi |
| Mister Popularidade | - Filipinas - Fhrancis López 1   |

1. O vencedor foi o mais votado pelas mídias sociais e garantiu vaga no Top 16.

### Premiações Secundárias
- Houve as seguintes premiações secundárias este ano:

| Prêmio        | País e Candidato                      |
| Best Body     | - Suécia - Marco Djelević             |
| Healthy Man 1 | - Costa Rica - Erick Martínez         |
| Healthy Man 1 | - República Tcheca - Martin Gardavský |
| Most Popular  | - México - Sergio Meléndez            |
| Most Handsome | - Dinamarca - Mads Madsen             |
| Dream Man     | - Brasil - César Curti                |
| Most Cute     | - Coreia do Sul - Oh Ji-Seong         |

1. Houve um empate e ambos levaram o mesmo título.

### Ordem dos Anúncios
| 1. Venezuela 2. Noruega 3. República Checa 4. Filipinas 5. Sri Lanca 6. Eslovênia 7. Nigéria 8. Coreia do Sul 9. Eslováquia 10. México 11. Brasil 12. Dinamarca 13. Indonésia 14. Suécia 15. Vietnã 16. Colômbia | 1. Brasil 2. Suécia 3. México 4. Eslováquia 5. Coreia do Sul 6. República Checa 7. Vietnã 8. Eslovênia 9. Venezuela 10. Indonésia |  |

## Candidatos
Disputaram o título este ano: 
| - África do Sul - Christo du Plessis - Bélgica - Thierry D'haenens - Brasil - César Curti - Canadá - Ron Wear - Colômbia - Carlos Páez - Coreia do Sul - Oh Ji-Seong - Costa Rica - Erick Martínez - Dinamarca - Mads Madsen - Eslováquia - Jakub Lorencović - Eslovênia - Žan Cvet - Espanha - Gerva Moglio | - Estados Unidos - Rhonee Rojas - Filipinas - Fhrancis López - França - Nicolas Fangille - Grã-Bretanha - Dan How - Grécia - Giorgos Stergioudis - Indonésia - Steven Yoswara - Irlanda - Brendan Mervyn - Letônia - Edvīns Ločmelis - Líbano - Mohamad Al Hajj - Madagáscar - Mickael Andrianirina - México - Sérgio Meléndez | - Nigéria - Kenneth Nwadike - Noruega - Nikolai Danielsen - Paquistão - Muhammad Yasir - Panamá - Jafeth Gutiérrez - Portugal - Fábio Duarte - República Tcheca - Martin Gardavsky - Sri Lanka - Anuj Ranasinghe - Suécia - Marco Djelevic Virriat - Tailândia - Direk Sindamrongsi - Venezuela - Jeefry Rojas - Vietnã - Lê Khôi Nguyên |

## Crossovers
Candidatos em outros concursos:
Mister Mundo
- 2010:  Canadá - Ron Wear
  - (Representando o Canadá em Incheon, na Coreia do Sul)

Manhunt Internacional
- 2011:  Estados Unidos - Rhonee Rojas (Top 15)
  - (Representando o Havaí em Bancoque, na Tailândia)

Men Universe Model
- 2011:  França - Nicolas Fangille
  - (Representando Mônaco em Punta Cana, R. Dominicana)

## Ligações Externas
- Site do Concurso

- Página no Facebook

- Histórico no Pageantopolis (em inglês)